# (352) Жизела
(352) Жизела (нем. Gisela) — астероид части главного пояса, который принадлежит к светлому спектральному классу S и входит в состав семейства Флоры. Он был открыт 12 января 1893 года немецким астрономом Максом Вольфом в обсерватории Хайдельберга и назван в честь жены первооткрывателя. 

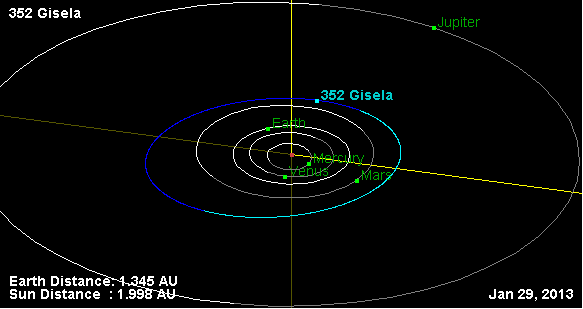
Орбита астероида Жизела и его положение в Солнечной системе